# ウラジーミル・アルビツキー
| アルビツキーの発見した小惑星 | アルビツキーの発見した小惑星 |
| ---------------------------- | ---------------------------- |
| 1002 オルバーシア            | 1923年8月15日                |
| 1007 パヴロヴィア            | 1923年10月5日                |
| 1022 オリンピアーダ          | 1924年6月23日                |
| 1028 リュディナ              | 1923年11月6日                |
| 1030 ヴィーチャ              | 1924年5月25日                |
| 1034 モーツァルティア        | 1924年9月7日                 |
| 1059 ムソルグスキア          | 1925年7月19日                |
| 1071 ブリタ                  | 1924年3月3日                 |
| 1283 コムソモーリア          | 1925年9月25日                |
| 1330 スピリドニア            | 1925年2月17日                |

ウラジーミル・アレクサンドロヴィッチ・アルビツキー（ロシア語:Владимир Александрович Альбицкий；英語:Vladimir Aleksandrovich Albitzky、1891年6月16日 - 1952年6月15日）は、帝政ロシア・ソビエト連邦時代の天文学者である。

## 人物
アルビツキーはキシニョーフ生まれの人物で、1922年に現在のウクライナのクリミア半島にあるシメイズ天文台に来て、グリゴーリ・シャインやグリゴリー・ネウイミンらと一緒に働いた。その間に、アルビツキーは10個もの小惑星を発見した。

## 表記について
彼の名前については、現代のイギリスでの表記は主にAlbitskii、またはAlbitskyと表記される事が多い。時々Albizkijと表記されているものもある。しかし、彼の姓は「Albitzky」と書かれるのが一般的となっている。なお、小惑星と彗星に関する情報の提供や受け付けなどを行っている小惑星センターでは、アルビツキーは「V. Albitskij」と表記している。これは、キリル文字のラテン文字化における表記ぶれという一般的な問題に起因している。